# Peanova existenční věta
Peanova existenční věta, Peanova věta nebo Cauchyho-Peanova věta je stěžejní matematická věta, která při řešení obyčejných diferenciálních rovnic zaručuje existenci řešení určitých počátečních úloh. Je pojmenovaná po Giuseppe Peanovi a Augustinu Louisovi Cauchym.

## Historie
Peano publikoval tuto větu poprvé v roce 1886 s nesprávným důkazem. V roce 1890 publikoval její správný důkaz pomocí metody postupných aproximací.

## Věta
Nechť D je otevřená podmnožina R × R,
{\displaystyle f\colon D\to \mathbb {R} }
je spojitá funkce a
{\displaystyle y'(x)=f\left(x,y(x)\right)}
je spojitá explicitní obyčejná diferenciální rovnice prvního řádu definovaná na D.
Pak každá počáteční úloha
{\displaystyle y\left(x_{0}\right)=y_{0}}
pro f s {\displaystyle (x_{0},y_{0})\in D}
má lokální řešení
{\displaystyle z\colon I\to \mathbb {R} }
kde {\displaystyle I} je okolí bodu {\displaystyle x_{0}} v {\displaystyle \mathbb {R} },
takové, že {\displaystyle z'(x)=f\left(x,z(x)\right)} pro všechna {\displaystyle x\in I}.
Všimněte si, že řešení nemusí být jednoznačné: jedna a tatáž počáteční hodnota (x0,y0) může vést k mnoha různým řešením z.

## Příbuzné věty
Peanovu věta můžeme porovnávat s jinou existenční větou ve stejném kontextu, s větou Picardovou–Lindelöfovou. Picardova–Lindelöfova věta má silnější předpoklády, ale i silnější tvrzení; vyžaduje Lipschitzovskou spojitost, zatímco Peanova věta vyžaduje pouze obyčejnou spojitost. Picardova–Lindelöfova věta ale zaručuje jak existenci tak jednoznačnost řešení, zatímco Peanova věta zaručuje pouze existenci řešení. Pro ilustraci uvažujme obyčejnou diferenciální rovnici
{\displaystyle y'=\left\vert y\right\vert ^{\frac {1}{2}}} na intervalu {\displaystyle <0,1>.}
Podle Peanovy věty má tato rovnice řešení, ale Picardovu-Lindelöfovu větu nelze použít, protože pravá strana rovnice není Lipschitzovsky spojitá v žádném okolí obsahujícím 0. Z toho můžeme vyvodit existenci řešení, ale ne jeho jednoznačnost. Ukazuje se, že tato obyčejná diferenciální rovnice má pro počáteční podmínku {\displaystyle y(0)=0} dva typy řešení: buď {\displaystyle y(x)=0} nebo {\displaystyle y(x)=x^{2}/4}. Přechod mezi {\displaystyle y=0} a {\displaystyle y=(x-C)^{2}/4} může nastat v libovolném C.
Carathéodoryho existenční věta je zobecněním Peanovy existenční věty se slabší podmínkou než je spojitost.